# Чемпионат Европы по софтболу среди мужчин 1997
3-й чемпионат Европы по софтболу среди мужчин 1997 проводился в городе Бюссюм (Нидерланды) с 18 по 24 августа 1997 года с участием 5 команд.
В Нидерландах мужской чемпионат Европы проводился впервые.
Чемпионом Европы стала (впервые в своей истории) сборная Чехии, победив в финале сборную Дании. Третье место заняла сборная Нидерландов.

## Итоговая классификация
| Место | Команда    |
| ----- | ---------- |
| 1     | Чехия      |
| 2     | Дания      |
| 3     | Нидерланды |
| 4     | Израиль    |
| 5     | Норвегия   |